# NGC 5882

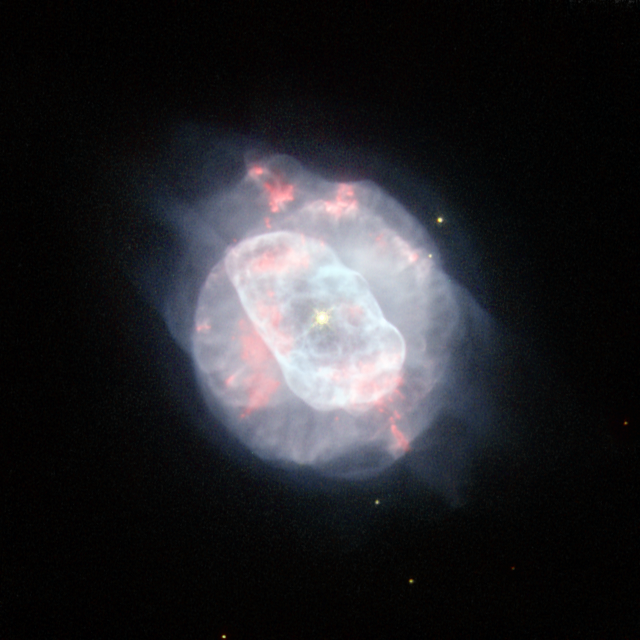
ハッブル宇宙望遠鏡による NGC 5882

NGC 5882は、おおかみ座にある小規模な惑星状星雲。
おおかみ座ε星の南西1.5°に位置し、太陽からの距離はおよそ7,700光年とされる。1834年7月2日、イギリスの天文学者ジョン・ハーシェルが、喜望峰で行った観測の最中に、この天体を発見した。